# Xã Moorland, Michigan
Xã Moorland (tiếng Anh: Moorland Township) là một xã thuộc quận Muskegon, tiểu bang Michigan, Hoa Kỳ. Năm 2010, dân số của xã này là 1.575 người.